# Набэсима Наоаки
Набэсима Наоаки (яп. 鍋島 直章, 18 марта 1782 — февраль 1861) — самурай княжества Сага периода Эдо, 6-й глава линии Сироиси рода Набэсима.

## Биография
Родился в семье вассала даймё Саги Набэсимы Наокаты, владельца деревни Сироиси. В 1805 году Наоаки женился на Охэн, дочери Набэсимы Харусигэ, 9-го даймё Саги. В 1807 году его отец Наоката умер, и он унаследовал поместье и главенство семьи.
В 1814 году Таку Сигэтика был отстранён от своих должностей после того, как был признан ответственным за ухудшение финансового положения Саги, и Наоаки было приказано стать управляющим финансами княжества.
В феврале 1861 года Набэсима Наоаки умер в возрасте 78 лет. Был похоронен в храме Хонгё-дзи в Саге.